# Actiris
Actiris is sinds 1989 de officiële instantie die instaat voor vorming en begeleiding van werklozen in het Brussels Hoofdstedelijk Gewest. Actiris is de schakel tussen werknemers en werkgevers voor het vinden van de gepaste job of personeel. Het is de tegenhanger van de VDAB in het Vlaams Gewest, het ADG in de Duitstalige Gemeenschap en de Forem in het Waals Gewest.
Actiris werd in 1989 opgericht als de Brusselse Gewestelijke Dienst voor Arbeidsbemiddeling (BGDA) toen de bevoegdheden voor tewerkstellingsbeleid van de federale RVA naar de gewesten werden overgeheveld. In 2006 stelden de BGDA en de Brusselse Hoofdstedelijke Regering voor het eerst een beheerscontract op, die doelstellingen voor de organisatie uitschreef. Aansluitend daarop werd de naam van de organisatie om imagoredenen veranderd. De naam "Actiris" verwijst naar "actief" en "iris", het symbool van het gewest.

## Bestuur
| Periode      | Voorzitter         |
| ------------ | ------------------ |
| ? - 2005     | Karel Stessens     |
| 2005 - 2007  | Robert Delathouwer |
| 2007 - ?     | Tania Dekens       |
| ? - 2014     | ?                  |
| 2014 - 2020  | Bert Anciaux       |
| 2020 - heden | Landry Mawungu     |

| Periode      | Directeur-generaal    |
| ------------ | --------------------- |
| ? - 2001     | Eddy Courthéoux       |
| 2009 - 2011  | Emiel Meert (interim) |
| 2011 - 2021  | Grégor Chapelle       |
| 2021 - heden | Cristina Amboldi      |